# Rivière Cliche
Pour les articles homonymes, voir Cliche.
La rivière Cliche est un affluent de la rive ouest de la rivière Chaudière laquelle coule vers le nord pour se déverser sur la rive sud du fleuve Saint-Laurent. Elle coule dans les  municipalités de Saint-Frédéric (MRC Beauce-Centre) et de Saint-Joseph-des-Érables, dans la municipalité régionale de comté (MRC) de La Nouvelle-Beauce, dans la région administrative de Chaudière-Appalaches, au Québec, au Canada.

## Géographie
Les principaux bassins versants voisins de la rivière Cliche sont :
- côté nord : rivière Lessard (rivière Chaudière), rivière Nadeau (Nouvelle-Beauce), rivière Savoie, rivière Chaudière ;
- côté est : rivière Chaudière ;
- côté sud : ruisseau des Castors, ruisseau des Ormes, rivière des Fermes, rivière du Cinq ;
- côté ouest : rivière Lessard (rivière Chaudière).

La rivière Cliche prend sa source sur le versant est d'une montagne située dans la partie nord-ouest de la municipalité de Saint-Frédéric. Cette zone de tête est située à 3,1 km au nord-ouest du centre du village de Saint-Frédéric, à 4,6 km au nord du centre du village de Tring-Jonction, à 3,3 km à l'est du centre du village de Saint-Séverin et à 6,4 km à l'ouest de la rivière Chaudière.
À partir de sa source, la rivière Cliche coule sur 8,4 km répartis selon les segments suivants :
- 0,7 km vers le sud-est, dans la municipalité de Saint-Frédéric, jusqu'au chemin du rang Saint-Narcisse ;
- 1,2 km vers le sud-est, jusqu'au chemin du rang Saint-Pierre ;
- 2,6 km vers le nord-est, jusqu'à la route 112 ;
- 2,1 km vers le nord-est, jusqu'à la limite de la municipalité de Saint-Joseph-des-Érables ;
- 1,8 km vers l'est, jusqu'à sa confluence.

La rivière Cliche se déverse sur la rive ouest de la rivière Chaudière, dans Saint-Joseph-des-Érables. Cette confluence est située à 3,8 km en amont du pont du village de Vallée-Jonction et à 4,3 km en aval du pont de Saint-Joseph-de-Beauce.

## Toponymie
Le toponyme Rivière Cliche a été officialisé le 28 août 1980 à la Commission de toponymie du Québec.